# Grădiștea (Ilfov)
Grădiştea è un comune della Romania di 2 784 abitanti, ubicato nel distretto di Ilfov, nella regione storica della Muntenia. 
Il comune è formato dall'unione di 2 villaggi: Grădiștea e Sitaru.